# هدیه (فیلم کمدی ۱۹۸۲)
هدیه (فرانسوی: Le Cadeau‎؛ ‏ایتالیایی: Il regalo) یک فیلم کمدی فرانسوی-ایتالیایی است که در سال ۱۹۸۲ منتشر شد و کلودیا کاردیناله در آن نقش‌آفرینی کرده است.

## گزیدهٔ بازیگران
- پی‌یر موندی
- کلودیا کاردیناله
- کلیو گلدسمیت
- ژاک فرانسوا
- رنتسو مونتانیانی
- رنتسو مارینیانو
- آنری گیبه
- رمی لوران
- لورانس بدی
- دوئیلیو دل پره‌ته
- کاترین بلخوجه
- نلو پاتزافینی
- کریستف بورسِیِه